# 小径分岔的花园
《小径分岔的花园》（西班牙語："El jardín de senderos que se bifurcan"，又名《交叉小径的花园》）是阿根廷作家和诗人豪尔赫·路易斯·博尔赫斯在1941年创作的短篇故事。该短篇被收录在1994年全文发表于《虚构集》上的同名文集《小径分岔的花园》（1941）中。这篇文章也是博尔赫斯第一篇被安东尼·鲍彻翻译成英文的作品，其译文发表在1948年8月版的《埃勒里·奎因推理杂志》上。
有人认为该短篇预言了量子力学下的多世界诠释理论。而这篇文章又可能受到了哲学家和科幻小说作家奥拉夫·斯特普尔顿的影响。
许多新媒体学者都称通过博尔赫斯所提出的“交叉小径”获得了灵感，尤其是在超文本小说领域。表达了无限文本的其他博尔赫斯作品包括《巴别图书馆》和《沙之书》。

## 情节摘要

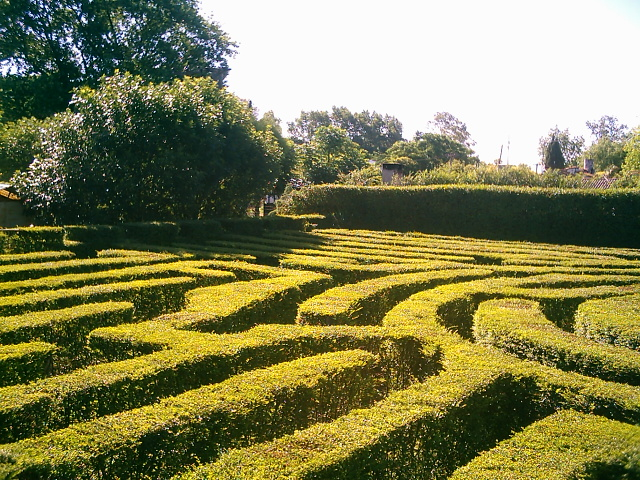
位于阿根廷布宜诺斯艾利斯省的迷宫

故事通过一个中国籍英文教授余准博士的狱中供词展开。在第一次世界大战中，余准博士居住在英国，并为德意志帝国的军事情报部门从事间谍工作。
在故事的开始，余准博士意识到军情五处特工理查德·马登上尉正在追查他，并且已经找到了他的上级维克托·鲁纳伯格的公寓、逮捕或杀死了鲁纳伯格。余准博士确信他会是下一个被逮捕的人。但他刚刚发现了英国一个炮兵队的位置，希望在被逮捕前把这个情报传递给柏林。他最后突然想出了完成这个任务的方法。
余准博士解释道，他从来不是为了效忠威廉二世的日耳曼帝国而从事间谍活动，反而认为德国一个“野蛮的国家”。他说德国的军情头头认为中国人是劣等种族。正因如此，他决心要做到白人间谍没做到的事情，也就是通过传递这条情报拯救德国士兵。余准博士怀疑为大英帝国工作的、爱尔兰天主教教徒马登上尉和他有相似的动机。
余准博士带上他仅有的财产，乘火车来到了阿什格罗夫小镇。他在火车站险险躲过马登上尉的逮捕，然后前往著名汉学家斯蒂芬·艾伯特博士的家。余准博士在路上想起了他伟大的祖先崔彭。德高望重的崔彭放弃了云南总督的职位，一心想写一本庞大而复杂的小说，以及建造一个“谁都会迷路”的庞大复杂的迷宫。但崔彭在写完小说之前被刺杀了，导致他的小说变成了“一堆自相矛盾的草稿的汇编”，而他的迷宫也从没有被人找到。
余准博士抵达了艾伯特博士的家，而艾伯特博士则为能见到崔彭的后代而深感高兴。艾伯特博士表示他长期以来一直在研究和翻译崔彭的小说。艾伯特博士激动地解释他是怎样一举解决了两个谜题：崔彭那未完成的书和那离奇消失的迷宫。艾伯特博士给出的答案是，它们本就是一体。书就是迷宫。
艾伯特博士根据崔彭打算建造一个无限的迷宫的奇怪传说，和一封崔彭所写的神秘的信（“我将把小径分岔的花园留诸若干后世（而非全部后世）”），理解出“小径分岔的花园”指的就是那本小说，而且分岔指的是时间意义上、而非空间意义上的分岔。在大多数小说中，小说角色一旦做出一个选择，就会抹消做出其他选择的可能性。但在崔彭的小说里，每个事件的所有可能发展是同时发生的，并且每个发展都会进一步扩散出更多的可能性。艾伯特博士还解释说，有时候这些不断发散的路径会再次汇聚，但那时是因为不同的原因达到相同结果。艾伯特博士解释说，可能在一个时间线上余准博士是来者不善的，在另一个时间线上却有友善的来意。
余准博士虽然感动并感激于艾伯特博士的启示和祖先的天才，但在抬起眼睛时看到马登上尉正奔向他们的房门。余准博士知道他的时间不多了，于是提出要再看看崔彭的信。在艾伯特博士转身去拿信的时候，余准博士拔出了左轮手枪，残忍地结束了他的性命。
余准博士被捕后被控一级谋杀罪，并被判死刑。他在等待绞刑处决的时候写完了这篇手稿。他已经“无比糟糕地取得了胜利”，成功地把炮兵队的位置报告给了上级。实际上，在余准博士遭受审判的时候，该炮兵队就已经被日耳曼帝国的空军势力轰炸了。该炮兵队驻扎在靠近索姆战场的阿尔贝（与“艾伯特”是同一个词）。余准博士知道把这条情报传递给柏林的唯一方式就是谋杀一个同名的人，那样阿尔贝这个词就会随着谋杀的新闻登上英国的报纸了。

## 在现代文化中的体现
- 斯图尔特·莫斯罗普在1987年创造了超文本版本的《小径分岔的花园》。这个标题将他的小说的海湾战争背景和博尔赫斯的作品《胜利花园》联系在了一起。这篇作品被Eastgate出版社出版[5]并受到了学界的探讨[3]。
- 电视节目《未来闪影》有一集题为“小径分岔的花园”，以对这篇作品致敬。在这一集里，戴森·弗若斯特将一张描述可能未来的地图称为的“小径分岔的花园”。
- 布莱斯·德威特在为《量子力学的多世界诠释》作序的时候[2]指出了这篇小说中的概念和物理学的多世界诠释理念之间的关系[6]。
- 安德鲁·格尔曼引用《小径分岔的花园》以描述科学家如何做出虚假的发现：他们并非事先确定好数据分析计划，而是事后选择"适合所得数据的特定分析计划"。[7]他用"交叉小径的花园"指代研究人员几乎无限的清洗、分析数据的选择，并强调实验需要在分析前预先规划，也需要经过独立重复的检验，在社会心理学经历最近的重复危机时尤其如此.
- 在节目“科学星期五”播客在2019年6月4日星期五的重播上，默里·盖尔·曼博士在接受艾拉·菲莱透采访时引用了这个短篇小说。
- 网飞在2016年推出的电视剧《先见之明》第六集标题为《第六章：交叉小径》。剧中主要反派Hap在停尸间与正在进行证明来世存在的实验的莱昂有一番对话。Hap在反对莱昂对于多重宇宙的假设时，引用了《小径分岔的花园》。
- 这篇短篇小说为2010-2017年位于新加坡的一系列艺术展览《垂直潜艇》带来了灵感。[8]